# عبد الحق بن شيخة
عبد الحق بن شيخة هو مدرب كرة قدم جزائري ولد 22 نوفمبر 1963 في برج بوعريريج.وعدة فرق أخرى دربها ك:
نهضة بركان وسيمبا التنزاني واتحاد العاصمة وملودية الجزائر

## سيرته
بعد نهاية مسيرته الرياضية كلاعب دخل عبد الحق بن شيخة عالم التدريب وهو حاصل علي ماجستير في منهجية التدريب الرياضي حيث بدء مع المنتخب الأولمبي 1997 ثم شباب بلوزداد من 1998 إلى 2001 حيث تحصل علي بطولتين 2000/2001 بعدها تحول إلى مولودية الجزائر فريقه الام 2001/2002 ثم اتحاد الحراش 2002/2003 بعدها عرض عليه محمد روراوة الرجوع للمنتخب الوطني الأولمبي 2003/2005 حيث أهل الفريق لالعاب البحر الأبيض المتوسط بالميريا الأسبانية بعدها رحل بن شيخة الي الخليج (قطر) وساهم في صعود نادي ام صلال القطري إلى دوري المحترفين 2005. خلال موسم 2007-2008 درب النادي الأفريقي التونسي وأحرز معه بطولة، بعد أن أمضى الموسم السابق مع الترجي الرياضي الجرجيسي.
جعلت رغبته في اقادة النادي للتفاوض على تمتديده قبل نهاية البطولة. في 22 ماي 2008 توج لنادي الإفريقي ببطولة تونس. على الرغم من العروض من اتحاد كرة القدم الجزائري والأندية في دول الخليج (وهي عروض مغرية جدا)، ومدد بن شيخة عقده لسنة واحدة. فاز بـكأس شمال أفريقيا للأندية البطلة في 25 يناير 2009 مع نصف نهائي كاس الكاف.
قبل العرض المقدم من الفاف لتدريب المنتخب الوطني الجزائري ”ب “. والفريق الأولمبي فيما شارك في شان 2011 بالسودان (نصف نهائي) تم تعيينه في 13 سبتمبر 2010 من قبل محمد روراوة رئيس الفاف، مدربا رسميا للمنتخب الوطني الجزائري خلفا لـرابح سعدان. في 4 يونيو 2011، بعد الهزيمة ضد المغرب 0-4 في اطار تصفيات امم افريقيا 2012، ترك منصبه كمدرب للفريق.
بعد ثلاثة أشهر من تركه منصبه على رأس الخضر تعاقد مع مولودية الجزائر لسنتين إلا أن العقد سرعان ما فسخ، إثر ذلك عاد لتدريب النادي الإفريقي في ديسمبر 2011.يبقي بن شيخة من أحسن مدربي المغرب العربي وهو محاضر لدي الاتحاد الدولي والأفريقي لكرة القدم.
في جويلية 2013 وقع عقدا مع الدفاع الحسنى الجديدي بالمغرب وفاز بكاس العرش يوم 18/11/2013 وهو انجاز تاريخي لانه أول لقب في تاريخ النادي منذ إنشاءه
و خلال نهاية سنة 2013 اختير كأفضل مدرب في العالم العربي ودرب الرجاء البيضاوي خلفا للبنزرتي وهو حاليا مدربا لنادي المولودية الوجدية.

## روابط خارجية
- عبد الحق بن شيخة على موقع قاعدة بيانات كرة القدم.إي يو (الإنجليزية)
- عبد الحق بن شيخة على موقع كووورة